# تروكوت
تروكوت جماعة قروية مغربية تابعة إداريا لقبيلة تمسمان الريفية بإقليم الدريوش وتتموقع في شمال غرب هذا الإقليم. تحد شمالا بالبحر الأبيض المتوسط وبجماعة اولاد أمغار، وشرقا بجماعة بودينار وكلا الجماعتين تابعتان مثلها لنفس القبيلة، من ناحية الجنوب تحد بجماعة إجرماواس التابعة لقبيلة آيت توزين، أما من الغرب فتحد بجماعة آيت يوسف أو علي ومدينة إمزورن المتوقعتين في إقليم الحسيمة. يبلغ عدد سكان الجماعة حوالي 11541 نسمة حسب إحصاء سنة 2004.